# Violinkonzert (Mjaskowski)
Das Konzert für Violine und Orchester op. 44 in d-Moll ist das erste Solokonzert und das einzige Violinkonzert von Nikolai Jakowlewitsch Mjaskowski.

## Entstehungsgeschichte
Das Konzert entstand 1938 im Zuge der sowjetischen Violin-Begeisterung der 1930er Jahre. In dieser Zeit gab es viele bekannte russische Geiger, die internationale Wettbewerbe gewannen und über die Grenzen Russlands hinaus berühmt wurden. Der bekannteste Violinist war David Oistrach, für den Mjaskowski das Stück schrieb und dem er es widmete. Außerdem übernahm Oistrach bei der Uraufführung am 10. Januar 1939 in Moskau den Solopart. Mjaskowski hatte zu diesem Zeitpunkt noch kein Solokonzert geschrieben, deshalb studierte er, bevor er das Konzert komponierte, genau die Violinkonzerte von Beethoven und Tschaikowski sowie die von seinem Studienkollegen Prokofjew. Später erschien eine revidierte Fassung des Konzerts, die auf Anregung von Oistrach u. a. eine verkürzte Kadenz im 1. Satz enthielt.

## Sätze
Das Werk ist in der klassischen dreisätzigen Form geschrieben. Der lange Kopfsatz enthält die Solokadenz, dem langsamen und lyrischen Satz folgt ein heiterer, schneller Schlusssatz. Besonders der Kopfsatz ist von großer Dramatik geprägt.
- 1. Satz: Allegro ed appasionato

ca. 19 – 20 Minuten
Der erste Satz folgt der Sonatenhauptsatzform, wobei die Kadenz als eine eigene Durchführung des Solisten gesehen werden kann.
- 2. Satz: Adagio molto cantabile

ca. 9 – 10 Minuten
Der zweite Satz hat eine lyrische Stimmung und ist von ruhigem Optimismus geprägt.
- 3. Satz: Allegro molto

ca. 8 Minuten
Der dritte Satz steht – ähnlich wie beim Violinkonzert e-Moll von Felix Mendelssohn Bartholdy – in starkem Kontrast zum ersten Satz. Die Dramatik hat sich fast völlig aufgelöst und ist nur noch am Beginn des Satzes zu finden, der Rest hat einen tänzerischen und fröhlichen Charakter.

## Quelle
- Per Skans (2003): CD-Beilage Naxos 8.557194 (N. Miaskowski: Violinkonzert (u. a.), D. Yablonski (Ltg.), Ilya Grubert (Vl.), Russian Philh. Orch.).